# HomeLink
Le système de commande sans fil HomeLink est un émetteur de radiofréquence intégré dans certaines automobiles qui peut être programmé pour activer divers éléments tels que l'ouverture d'une porte de garage, de portails, ou encore un éclairage contrôlé par radiofréquence.
Le système comporte souvent trois boutons, le plus souvent présents sur le pare-soleil côté conducteur ou sur la console au pavillon qui peuvent être programmés via une séquence de formation pour remplacer les télécommandes existantes. Il est compatible avec la plupart des ouvre-portes de garage contrôlés par radiofréquence, ainsi qu'avec les systèmes domotiques tels que ceux basés sur le protocole X10.
Le système HomeLink a remporté le prix PACE en 1997, pour avoir fourni la technologie automobile pour améliorer l'interaction des consommateurs entre la voiture et la maison. En 2003, il avait été installé sur plus de 20 000 000 d'automobiles. Fabriquée à l'origine par Johnson Controls, la gamme de produits HomeLink a été vendue à Gentex en 2013.